# Ајзеја Томас (кошаркаш, 1989)
Ајзеја Џамар Томас (енгл. Isaiah Jamar Thomas; Такома, Вашингтон, 7. фебруар 1989) амерички је кошаркаш. Игра на позицији плејмејкера, а тренутно наступа за Финикс сансе.
Један је од најнижих играча у НБА лиги.
 На колеџу наступао је за Вашингтон Хаскисе, где је провео три године. 2011. године је изашао на НБА драфт где је изабран као последњи пик друге рунде од стране Сакраменто Кингса. Из Сакрамента у јулу 2014. године је трејдован у Финикс Сансе. У току сезоне 2014-2015 трејдован је у Бостон Селтиксе. До сада је два пута учествовао у НБА Ол-стар мечу , 2016. и 2017. године, а изабран је и за други Ол-руки други тим 2012. године.

## Приватни живот
Син је Џејмса Томаса и Тине Балдтрип. Имао је сестру Чајну Томас која је погинула у саобраћајној несрећи 2017. године.
 Име је добио по НБА легенди Ајзеји Томасу. Наиме његов отац је био фан Лос Анђелес Лејкерса и када је изгубио опкладу са својим пријатељем 1989. године, када су Детроит Пистонси победили Лос Анђелес Лејкерсе у финалу НБА лиге, морао је да назове свог сина по плејмејкеру Детроита.
 Ипак мајка Ајзеје је одлучила да спелује другачије име због библијског значаја. Ајзеја се оженио са Кајлом Валас у августу 2016. године, има два сина Џејмса и Џејдена.
 У Такоми у којој је одрастао направио је кошаркашки терен који је назван по његовом имену.

## Колеџ каријера
Ајзеја Томас је, након што је дипломирао у средњој школи Јужни Кент из Конетикета 2008, године, био рангиран као један од најбољих играча на својој позицији (у најбољих 13) и уопште (у најбољих 100) по сајту Ривалс и Скаут.

Одлучио се да изабере Универзитет Вашингтона где ће играти за њихов тим Вашингтон Хаскисе. Тамо је изабрао дрес са број 2, који је пре њега носио Нејт Робинсон, који му је дао свој благослов.

У својој првој сезони са Хаскисима дошао је до полуфинала Пац-10 турнира конференције и до најбоља 32 тима у САД. Током те сезоне бележио је 15,46 поена и 2,6 асистенције на 28,4 минута по мечу. Изабран је у другом тиму Ол-Пац-10 турнира, као и за Фрешмена године.

Друга сезона на колеџу му је била још боља у односу на прву и што се тиче индивидуалног успеха као и тимског. Те 2009-2010 сезоне са Хаскисима је успео да освоји Пац-10 турнир и да стигне до најбољих 16 тимова у САД. Индивидуално је био изабран као најкориснији играч Пац-10 турнира и у прву поставу Ол-Пац-10, бележио је у просеку 16,9 поена и 3,2 асистенције на 31,1 минута.

У трећој(последњој колеџ) сезони водио је у тимским статистикама по броју постигнутих поена, асистенција, украдених лопти и одиграних минута по мечу, са 16,8 поена, 6.1 асистенција, 1.3 украдених лопти и 31,9 минутом по мечу. Поново је освојио са својим колеџ тимом Пац-10 турнир и стигао до најбоља 32 тима у САД. Поново је изабран за најкориснијег играча Пац-10 турнира и у првој постави Ол-Пац-10 турнира. Након треће сезоне одлучио је да изађе на НБА драфт.

Статистика са колеџа
| Година    | Тим              | Поени | Асистенције | Скокови | Украдене лопте | Проценат шута | Минути | Утакмице |
| --------- | ---------------- | ----- | ----------- | ------- | -------------- | ------------- | ------ | -------- |
| 2008-2009 | Вашингтон Хаскис | 15.46 | 2.60        | 3.03    | 1.09           | .418          | 28.4   | 35       |
| 2009-2010 | Вашингтон Хаскис | 16.94 | 3.17        | 3.91    | 1.06           | .415          | 31.1   | 35       |
| 2010-2011 | Вашингтон Хаскис | 16.77 | 6.09        | 3.51    | 1.34           | .445          | 31.9   | 35       |
| Укупно    | Укупно           | 16.4  | 4           | 3.5     | 1.2            | .426          | 31.5   | 105      |

## Професионална каријера

### Сакраменто Кингс (2011—2014)

#### Руки Сезона (2011—2012)
Ајзеја Томас је изабран као 30. пик други рунде, односно последњи 60. пик укупно на НБА драфту 2011. године, од стране Сакраменто Кингса.

Током своје прве (руки) сезоне одиграо је 69 утакмица од тога је 37 стартовао, просечно је бележио 11,5 поена, 4.1 асистенција, 2.6 скокова и 0,8 украдених лопти по мечу. Као стартер је од тога имао и боље бројке са 14,8 поена, 5.4 асистенција, 3.1 скокова и 1 украдена лопта по мечу.

Забележио је три дабл-дабл учинка током сезоне. Био је изабран 2 пута за рукија месеца западне конференције у месецима фебруара и марта. Тако је постао једини играч Сакрамента који је уз Тајрика Еванса у два месеца за редом освајао рукија месеца, и само један од четири играча Сакрамента да уопште освоје ту награду.

Био је уврштен и у Ол-руки други тим, а завршио је на 7. месту на гласању за рукија године.

Сакраменто Кингси су сезону завршили са 22 победе у 44 пораза што је било довољно за 14. позицију у Западној конференцији.

#### 2012—2014
Током своје друге сезоне одиграо је 79 утакмице од чега је стартовао у 62 утакмице. Просечно је бележио 13,9 поена, 4 асистенција,2 скока и 0,8 украдених лопти. Уписао је два дабл-дабл учинка током сезоне. Сакраменто је те сезоне завршио сезону на 13. позицији Западне конференције са учинком од 28 победа и 54 пораза.

У својој последњој сезони за Сакраменто Ајзеја Томас је поприлично напредовао и поправио свој учинак. Одиграо је 72 утакмице, почео је 54 и бележио 20,3 поена, 6.3 асистенција, 2.9 скокова и 1,3 украдених лопти на 34,7 минута колико је проводио на терену. Имао је током сезоне 7 дабл-дабл учинака и један трипл-дабл учинак у победи против Вашингтон Бизардса где је забележио 24 поена, 11 скокова и 10 асистенција, што је био и његов први трипл-дабл учинак у каријери.

Његов тим је завршио сезону са идентичним успехом као и претходне сезоне, и на идентичној позицији.

У јулу 2014. године управа Сакраменто Кингса је одлучила да трејдује Ајзеју Томаса у Финикс Сансе, и за узврат су добили Алекса Оријакија и 7 милиона долара.

### Финикс Санси (2014—2015)
Томас је за Финикс одиграо само 46 мечева од тога је почео само један. У просеку је бележио 15,2 поена, 3.7 асистенција, 2.4 скокова и 1 украдену лопту по мечу.

На Ол-Стар викенду учествовао је по први пут у такмичењу у вештинама и тако постао најнижи играч који је учествовао.

Дана 20. фебруара трејдован је у Бостон Селтиксе у замену за Маркуса Торнтона и првог пика Кливленд Кавелирса са драфта 2016. године.

### Бостон Селтикси (2015—2017)

#### 2015
Дебитовао је за Бостон 3 дана након трејда у поразу против Лос Анђелес Лејкерса.

За Бостон Селтиксе је одиграо до краја сезоне 21 утакмицу, ни једну није почео. У просеку је бележио 19 поена, 5.4 асистенција, 2.1 ухваћених лопти за 26 минута. Био је два пута играч недеље Источне конференције(прве недеље марта и друге недеље априла).

Завршио је на другом месту гласања за шестог играча године иза Луа Вилијамса.

Бостон је завршио сезону на 7. месту Источне Конференције са 40 победа и 42 пораза.

У плеј-оф сусрету су изгубили од Кливленд Кавелирса са 4-0.

Томас је имао 17,5 поена, 7 асистенција и 3 скока кроз та четири меча, а играо је по 29,8 минута по мечу.

#### 2015—2016
Друга сезона је била прва пуна сезона Томаса са Бостоном. На 82 меча, у 79 мечева је стартовао, имао је 22,2 поена, 6.2 асистенције, 3 скокова и 1,1 украдених лопти на 32,2 минута по мечу. Довео је тим до петог места у Источној конференцији са 48 победа и 34 пораза.

Изабран је за играча недеље на истоку у другој недељи фебруара.

По први пут је био позван на Ол-стар меч и други пут је учествовао у такмичењу у вештинама.

Бостон се у плеј-офу нашао са Аталанта Хоксима од којих су поражени у серији са 4-2.

На трећем мечу Томас је имао 40 поена и тако постао тек девети играч који је постигао преко 40 поена у плеј-оф мечу.

У шест мечева Томас је бележио 24,2 поена, 5 асистенција, 3 скокова на 36,7 минута.

#### 2016—2017
У својој трећој сезони Томас је одиграо 76 мечева и сваки од њих је почео. У просеку је бележио 28,9 поена, 5.9 асистенција, 2.9 скока и 33,8 минута по мечу.

У децембру је постигао највише поена у својој каријери на једном мечу против Мајами Хита, 52 поена, од тога 29 у последњој четвртини. Тако је постао четврти играч са највише поена у дресу Бостона на једном мечу, рекорд джи Лари Бирд са 60 постигнутих поена.

Оборио је рекорд франшизе по броју узастопних утакмица са више од 20 постигнутих поена, зауставио се на броју 43 узастопних утакмица.

Био је два пута најбољи играч недеље на истоку, у последњој недељи децембра и првој недељи фебруара.

У јануару је по први пут био изабран и за играча месеца на истоку.

Поновно је изабран за Ол-стар меч, као и за такмичење у вештинама.

Довео је Бостон до прве позиције Источне конференције још од сезоне 2007-2008.

Те сезоне се сматрао као један од кандидата за награду најкориснијег играча лиге.

У првој рунди преј-офа савладали су Чикаго Булсе са 4-2 резултатом у серији.

### Кливленд кавалирси (2017-)
Дана 22. августа 2017. године прешао је у Кливленд кавалирсе заједно са Џајом Краудером и Антом Жижићем у замјену за Кајрија Ирвинга.

## Успеси

### Појединачни
- НБА ол-стар утакмица (2): 2016, 2017.
- Идеални тим НБА — друга постава (1): 2016/17.
- Идеални тим новајлија НБА — друга постава: 2011/12.

## Статистика у НБА

### Регуларни део сезоне
| Година    | Тим              | Поени | Асистенције | Скокови | Украдене лопте | Проценат шута | Минути | Утакмице |
| --------- | ---------------- | ----- | ----------- | ------- | -------------- | ------------- | ------ | -------- |
| 2011-2012 | Сакраменто Кингс | 11.5  | 4.1         | 2.6     | 0.8            | .448          | 25.5   | 65       |
| 2012-2013 | Сакраменто Кингс | 13.8  | 4           | 2       | 0.8            | .440          | 26.9   | 79       |
| 2013-2014 | Сакраменто Кингс | 20.3  | 6.3         | 2.9     | 1.3            | .453          | 34.7   | 72       |
| 2014-2015 | Финикс Санс      | 15.2  | 3.7         | 2.4     | 1              | .426          | 25.7   | 46       |
| 2015      | Бостон Селтикс   | 19    | 5.4         | 2.1     | 0.6            | .412          | 26     | 21       |
| 2015-2016 | Бостон Селтикс   | 22.2  | 6.2         | 3       | 1.1            | .428          | 32.2   | 82       |
| 2016-2017 | Бостон Селтикс   | 28.9  | 5.9         | 2.7     | 1              | .463          | 33.8   | 76       |
| Укупно    | Укупно           | 19.1  | 5.2         | 2.6     | 1              | .443          | 30     | 441      |

### Плеј-оф
| Година    | Тим            | Поени | Асистенције | Скокови | Украдене лопте | Проценат шута | Минути | Утакмице |
| --------- | -------------- | ----- | ----------- | ------- | -------------- | ------------- | ------ | -------- |
| 2014-2015 | Бостон Селтикс | 17.2  | 7           | 3       | 0.8            | .333          | 29.8   | 4        |
| 2015-2016 | Бостон Селтикс | 24.2  | 5           | 3       | 0.7            | .395          | 36.7   | 6        |
| Укупно    | Укупно         | 20.7  | 6           | 3       | 0.75           | .364          | 33.25  | 5        |